# Бісен
Бісе́н (каз. Бисен) — село у складі Бокейординського району Західноказахстанської області Казахстану. Адміністративний центр Бісенського сільського округу.
Населення — 1608 осіб (2021; 1627 у 2009, 1718 у 1999, 1577 у 1989).